# Nepáli fakusz
A nepáli fakusz (Certhia nipalensis) a verébalakúak (Passeriformes) rendjébe, ezen belül a fakuszfélék (Certhiidae) családjába tartozó faj. Nevének helyesírása (fakusz vagy fakúsz) vitatott.

## Rendszerezése
A fajt Edward Blyth angol ornitológus írta le 1845-ben.

## Előfordulása
Dél- és Délkelet-Ázsiában, Bhután, Kína, India, Nepál és Mianmar területén honos.
Természetes élőhelyei a hegyi mérsékelt övi erdők. Nem megfelelő körülmények esetén alacsonyabbra költözik.

## Megjelenése
Testhossz 14 centiméter, testtömege 8-12 gramm. Vékony, lefelé hajló csőre van. Háta halványan pöttyözött, torka piszkosfehér.

## Életmódja
Fák törzsén keresgéli ízeltlábúakból álló táplálékát.

## Természetvédelmi helyzete
Az elterjedési területe rendkívül nagyon nagy, egyedszáma ugyan csökken, de még nem éri el a kritikus szintetcsökken. A Természetvédelmi Világszövetség Vörös listáján nem fenyegetett fajként szerepel.